# طب نفسي عن بعد

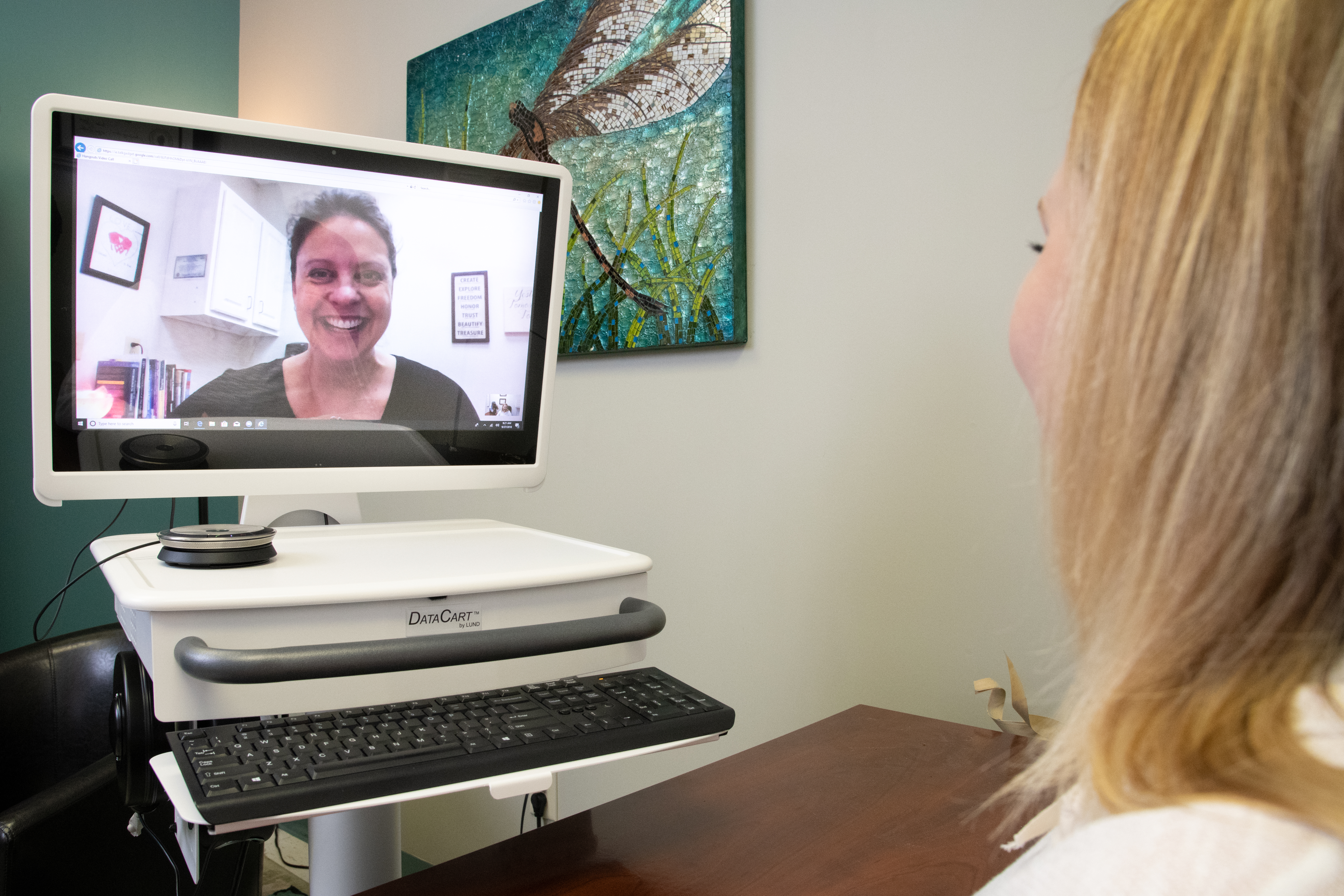
جلسة الصحة النفسية عن بُعد

الطب النفسي عن بُعد (بالإنجليزية: Telepcychiatry) أو الصحة النفسية عن بُعد يُشير إلى استخدام تكنولوجيا الاتصالات (غالبًا ما تكون عبر تهاتف مرئي أو المكالمات الهاتفية) لتقديم الرعاية النفسية عن بُعد للأشخاص الذين يعانون من اضطرابات نفسية. وهو فرع من فروع الطب عن بُعد.
يمكن أن يُعتبر الطب النفسي عن بُعد فعالًا في علاج الأشخاص الذين يعانون من اضطرابات نفسية. في المدى القصير، قد يُعتبر مقبولًا وفعالًا مثل الرعاية وجهًا لوجه. كما تشير الأبحاث إلى وجود عوامل علاجية متشابهة، مثل مشكلة التغيرات في التفكير أو السلوكيات.
يمكن أن يُحسن الوصول إلى خدمات الصحة النفسية لبعض الأشخاص، ولكنه قد يُمثل حاجزًا بالنسبة لأولئك الذين يفتقرون إلى جهاز مناسب، أو الإنترنت، أو المهارات الرقمية اللازمة. العوامل مثل الفقر المرتبط بعدم الوصول إلى الإنترنت ترتبط أيضًا بزيادة خطر الإصابة بمشاكل صحية نفسية، مما يجعل الاستبعاد الرقمي مشكلة مهمة في خدمات الصحة النفسية عن بُعد.
خلال جائحة فيروس كرونا، عُدِّلت خدمات الصحة النفسية لتصبح خدمات الصحة النفسية عن بُعد في البلدان ذات الدخل المرتفع. وقد ثبت أنها كانت فعّالة وقابلة للتطبيق في حالات الطوارئ، لكن كانت هناك مخاوف بشأن تنفيذها على المدى الطويل.

## تعريف
يعني "العلاج النفسي عن بُعد" أو "الصحة النفسية عن بُعد" استخدام تقنيات الاتصالات (المؤتمرات المرئية، المكالمات الصوتية، الرسائل النصية) لتقديم خدمات الصحة النفسية عن بُعد.
يمكن أن يشمل ذلك مجموعة واسعة من الخدمات التي تتراوح من أشكال العلاج التقليدي المختلفة (فردي، جماعي، عائلي) إلى التقييمات النفسية وإدارة الأدوية. يُعتبر العلاج النفسي عن بُعد فرعًا من فروع "الطب عن بُعد"، الذي يتم من خلاله استخدام تقنيات الاتصالات لتقديم الخدمات الطبية.

## فعالية
يمكن أن تكون خدمات الصحة النفسية عن بُعد فعّالة في تحسين الأعراض وجودة الحياة لدى الأشخاص الذين يعانون من اضطرابات نفسية. الأشخاص الذين يختارون تلقي الخدمات بهذه الطريقة، أو الذين يصعب عليهم تلقي الرعاية بشكل آخر، يميلون إلى رؤية هذه الخدمات بشكل إيجابي حيث تحسن الوصول إلى الرعاية النفسية.
مقارنةً بالرعاية وجهًا لوجه، يمكن أن تكون خدمات الصحة النفسية عن بُعد المقدمة عبر المكالمات الفيديو مقبولة وفعّالة على المدى القصير كما في الطريقة التقليدية، وأحيانًا يتم الإبلاغ عن انخفاض معدلات الفوات في المواعيد.
يُعتبر العلاج النفسي عن بُعد الأكثر نجاحًا عندما يُقدَّم بطريقة شخصية ومرنة. إن أخذ تفضيلات الأفراد بعين الاعتبار بشأن ما إذا كانوا يرغبون في تلقي الرعاية عن بُعد، وإذا كان الأمر كذلك، سواء عبر الفيديو أو المكالمات الهاتفية، يؤدي إلى خدمة أكثر قبولًا وفعالية. قد تتغير هذه التفضيلات مع مرور الوقت وتختلف من موعد لآخر، لذا من الضروري مراجعتها بشكل دوري.

### الفوائد والقيود
قد تستفيد المجتمعات الريفية والأشخاص ذوي الإعاقات الجسدية من خدمات الصحة النفسية عن بُعد، حيث تقلل من الحاجة للسفر (التي قد تكون صعبة أو مكلفة من حيث الوقت والمال) وتنظيم ودفع تكاليف رعاية الأطفال. في المناطق ذات الكثافة السكانية المنخفضة، يمكن أن تكون المجموعات عبر الإنترنت أسهل في التنفيذ، حيث يبدو أن تحقيق الحد الأدنى المطلوب من الأعضاء أمر أكثر قابلية للتنفيذ.
بالنسبة للأفراد الذين يعانون من مشكلات نفسية تؤثر على قدرتهم أو استعدادهم للسفر ولقاء الأطباء وجهًا لوجه، يمكن أن يكون العلاج النفسي عن بُعد حلاً مناسبًا. كما يقدم وسيلة لتلقي الرعاية للأشخاص المترددين في زيارة الأماكن التي تحمل وصمة اجتماعية مثل الأماكن التي تقدم رعاية نفسية. من ناحية أخرى، قد يؤدي العلاج النفسي عن بُعد إلى تفاقم بعض الأعراض النفسية مثل الشك والقلق، ولذلك قد لا يكون مناسبًا للجميع.
يُعتبر الاستبعاد الرقمي مصدر قلق رئيسي لاستخدام العلاج النفسي عن بُعد. بالنسبة للمجموعات المتضررة بالفعل، يمكن أن يؤدي التطبيق الواسع النطاق للنهج المعتمد على الإنترنت إلى تفاقم التفاوتات الرعاية الصحية.
على سبيل المثال، قد يفتقر مستخدمو خدمات الصحة النفسية إلى الوصول إلى جهاز مناسب أو الإنترنت. قد يؤثر ذلك على العديد من الفئات مثل المشردين، المرضى في الأجنحة الداخلية، كبار السن، الأشخاص المصابين بالخرف، الأطفال الصغار، الأشخاص الذين يعيشون في فقر، اللاجئين، والمسافرين، من بين آخرين. قد يفتقر بعض الأشخاص أيضًا إلى القدرة أو المعرفة أو الثقة لاستخدام التكنولوجيا للتواصل عبر الإنترنت.
كما قد يفتقر المستخدمون إلى المساحة الخاصة أو يجدون المشاركة في مناقشات حميمة ومؤلمة من المنزل أمرًا تدخليًا. تشمل الحواجز الأخرى صعوبة في إنشاء وصيانة العلاقات العلاجية وإجراء تقييمات عالية الجودة. تعتبر سهولة استخدام المنصة الرقمية أيضًا عاملاً مهمًا في مدى شمولية الخدمة.
غالبًا ما يؤدي استخدام المكالمات الفيديو إلى تغيير في الإشارات البصرية والصوتية، مما يمكن أن يكون مزعجًا للمستخدمين (خاصة لأولئك الذين يتعاملون مع الرعاية النفسية لأول مرة) والعاملين. هناك طرق لتحسين الجودة العلاجية عند استخدام العلاج النفسي عن بُعد، مثل إعداد الكاميرات بزاوية وارتفاع مناسبين، واستخدام اتصال إنترنت عالي السرعة في كلا الجانبين لتقليل احتمالية حدوث مشاكل في الفيديو أو تأخير الصوت.
يُنظر إلى تقديم الرعاية النفسية عبر المكالمات الفيديو بشكل عام على أنه مفيد بين العاملين في مجال الصحة النفسية، نظرًا لقدرتها على تحسين الوصول إلى الرعاية وزيادة كفاءة الخدمات. عند توفير التدريب والدعم الفني والإرشادات الواضحة وبنية رقمية جيدة، يمكن أن يجد الأطباء النفسيون العلاج النفسي عن بُعد مفيدًا وسهل التفاعل معه. ومع ذلك، عندما يكون التدريب والدعم الفني غير متاحين، قد يشكل ذلك تحديًا وقلقًا للعاملين. بالإضافة إلى ذلك، يعبر بعض العاملين في مجال الصحة النفسية عن قلقهم بشأن السلامة والأمان والمسؤولية والسرية عند استخدام المكالمات الفيديو لتقديم الرعاية النفسية.
يمكن تحسين تنفيذ العلاج النفسي عن بُعد من خلال استخدام الإرشادات والاستراتيجيات التي تُنشأ بالتعاون بين المستخدمين والعاملين في الخدمة.

## تخصصات فرعية
يشمل العلاج النفسي عن بُعد مجموعة من التخصصات الفرعية التي تعتمد على سياقات مختلفة لتقديم الخدمة.

### العلاج النفسي عن بُعد في المنزل
يُطلق على تقديم الدعم النفسي للأشخاص في منازلهم أو في بيئة خاصة أخرى اسم "العلاج النفسي عن بُعد في المنزل" أو "العلاج النفسي المباشر للمستهلكين"، ويمكن تقديمه باستخدام كاميرا الويب وخدمة إنترنت عالية السرعة. يُعزى نمو هذا النوع من العلاج النفسي إلى نقص الأطباء النفسيين والقدرة على الوصول إلى الأشخاص في المناطق الريفية.
يجب على الطبيب النفسي عن بُعد، بالتعاون مع المستخدمين، أخذ عدة عوامل في الاعتبار قبل بدء العلاج. يجب الحصول على موافقة مستنيرة وضمان أن استخدام العلاج النفسي عن بُعد آمن للمريض، واستخدام منصات مؤتمرات الفيديو الآمنة لحماية خصوصية المريض، وتقديم نفس معايير الرعاية كما في العيادة التقليدية.
يُنتج العلاج النفسي عن بُعد نتائج علاجية مشابهة وله نفس موثوقية التشخيص مقارنة بالعلاج وجهًا لوجه. رضا المرضى عن العلاج النفسي عن بُعد عمومًا مرتفع، على الرغم من أن مقدمي الخدمة يُبلغون عن مستويات رضا أقل مقارنة بالمرضى. رغم التكلفة الأولية الأعلى، يُعتبر العلاج النفسي عن بُعد أكثر فعالية من حيث التكلفة على المدى الطويل بفضل التوفير في نفقات السفر. في الوقت نفسه، قد يفتقر المرضى إلى الخصوصية في منازلهم لحضور مواعيد العلاج النفسي عن بُعد.

### العلاج النفسي عن بُعد الجنائي
العلاج النفسي عن بُعد الجنائي هو استخدام طبيب نفسي أو ممارس تمريض عن بُعد لتقديم العلاج النفسي في السجون أو مراكز الإصلاح، بما في ذلك التقييم النفسي، استشارات الأدوية، مراقبة الانتحار، التقييمات السابقة للإفراج المشروط وغيرها. يمكن أن يقدم العلاج النفسي عن بُعد توفيرًا كبيرًا في التكاليف للمرافق الإصلاحية عن طريق القضاء على الحاجة إلى مرافقة السجناء إلى المواعيد الخارجية والتدخلات النفسية.

### العلاج النفسي عن بُعد عند الطلب
ابتداءً من عام 2008، طُورِّت إرشادات لتقديم الاستشارات النفسية عن بُعد للمرضى النفسيين الطارئين، مثل تقييم الأشخاص الذين يشعرون بالضيق أو يعانون من أفكار انتحارية أو اكتئاب أو هوس أو تجربة ذهان أو قلق حاد.
ومع ذلك، تُقدّم خدمات العلاج النفسي الطارئ بالفعل إلى أقسام الطوارئ في المستشفيات، السجون، مراكز الصحة النفسية المجتمعية، منشآت علاج الإدمان، والمدارس. يمكن أن يخفف العلاج النفسي الطارئ من نقص الموظفين في أقسام الطوارئ المزدحمة ويزيد من عدد الأشخاص الذين يمكنهم تلقي الرعاية. بدلاً من توظيف أطباء مؤقتين مكلفين أو أن يقوم أطباء الطوارئ بتقييم الاستقرار النفسي للمرضى، يمكن للمستشفيات استخدام العلاج النفسي عن بُعد لتقليل التكاليف وزيادة وصول المرضى إلى تقييمات الصحة النفسية من قبل متخصصين في الطب النفسي.
يعد العلاج النفسي عن بُعد في حالات الأزمات وسيلة فعّالة لتقليل الحاجة إلى الحجز النفسي، وهو عندما يتم احتجاز شخص، غالبًا في قسم الطوارئ بالمستشفى، أثناء انتظاره للعلاج النفسي المناسب. مع زيادة القدرة على معالجة الحالات عبر العلاج النفسي عن بُعد، يستمتع المستفيدون من الرعاية النفسية بتقليل أوقات الانتظار والوصول الأسرع إلى الرعاية.

### العلاج النفسي عن بُعد المجدول
تتجه العديد من المرافق التي تقدم الرعاية الصحية السلوكية إلى مقدمي خدمات العلاج النفسي عن بُعد لزيادة القدرة على تقديم الرعاية. مع العلاج النفسي المجدول، يقوم مقدم خدمة ثابت أو مجموعة صغيرة من مقدمي الخدمات بخدمة مجموعة منتظمة من المستخدمين في فترات زمنية مجدولة مسبقًا. يمكن استشارة مقدمي الخدمات عن بُعد لإدارة الأدوية، اجتماعات فرق العلاج، الإشراف، أو لتقديم التقييمات النفسية التقليدية والاستشارات.
يتيح الوصول إلى مقدمي الخدمات عن بُعد للمرافق، خاصة تلك الموجودة في المناطق الريفية التي تواجه صعوبة في توظيف وصيانة مقدمي الخدمة، الوصول إلى مجموعة أكبر من التخصصات لتقديم خدماتها للمستخدمين. على سبيل المثال، يُعد العلاج السلوكي علاجًا فعالًا للحركات اللاإرادية في الأطفال، ولكن لا يمكن للكثيرين الوصول إلى هذه الخدمة بسبب نقص المتخصصين. يمكن أن يكون تقديم تدخل عبر الإنترنت، مدعومًا من معالج، ومرشد ذاتيًا فعّالًا في تقليل الحركات اللاإرادية وقد يسمح لعدد أكبر من الناس بتلقي الرعاية.

## الطب النفسي عن بعد حول العالم

### في الولايات المتحدة الأمريكية
أحد العوامل الرئيسية وراء نمو العلاج النفسي عن بُعد في الولايات المتحدة هو النقص الوطني في الأطباء النفسيين، خاصة في التخصصات مثل طب نفس الأطفال والمراهقين. يمكن للعلاج النفسي عن بُعد أن يسمح لعدد أقل من الأطباء بخدمة عدد أكبر من المرضى من خلال تحسين استغلال وقت الطبيب النفسي. الوسيلة الأكثر شيوعًا لتغطية التأمين لخدمات الصحة عن بُعد في الولايات المتحدة هي دمج التغطية ضمن برنامج "ميديكير". يجب أن تلبي المدفوعات لمقدمي خدمات "ميديكير" متطلبات الفعالية والاقتصاد وجودة الرعاية. منذ عام 1999، توسعت المدفوعات من "ميديكير" و"ميديكيد" لجميع أنواع خدمات الصحة عن بُعد، قُلِّلت متطلبات مقدمي الخدمات، وقُدِّمت منح لدعم اعتماد برامج الصحة عن بُعد. اعتبارًا من عام 2014، تغطي خدمات مركز "ميديكير" خدمات الطب عن بُعد، بما في ذلك العلاج النفسي عن بُعد في العديد من المناطق.
تُعدّ "قانون نقل المعلومات الصحية" قانونًا فيدراليًا في الولايات المتحدة يُحدد معايير الأمان والخصوصية لتبادل المعلومات الطبية الإلكترونية، بما في ذلك خدمات الصحة النفسية عن بُعد. وللامتثال لإرشادات ، يطور العديد من مقدمي الخدمات حلولًا خاصة بهم لمؤتمرات الفيديو، حيث إن الحلول المشتركة التي تقدمها أطراف ثالثة لا تشمل تدابير الأمان والخصوصية الكافية. يوجد أيضًا عدد متزايد من التقنيات المتوافقة مع ذلك القانون المتاحة للعلاج النفسي عن بُعد.
وفقًا لقاعدة بيانات "مؤسسة كايزر فاميلي" و"أبحاث إيبك" لسجلات الصحة الإلكترونية، أُجريت 40% من الزيارات المتعلقة بالصحة النفسية وإدمان المواد في الولايات المتحدة عبر الصحة عن بُعد في عام 2021 (مقارنة بـ 5% فقط من جميع زيارات الرعاية الخارجية الأخرى، ولم تُجرَ أي زيارات للصحة النفسية والإدمان عبر الصحة عن بُعد قبل جائحة "كوفيد-19"، بينما كان أكثر من 150 مليون أمريكي يعيشون في مناطق نقص خدمات الصحة النفسية وفقًا لإدارة الموارد والخدمات الصحية في عام 2022.
منذ إقرار "قانون استثمار البنية التحتية والوظائف" في نوفمبر 2021، توسع قطاع الصحة عن بُعد في الولايات المتحدة بفضل تخصيص 65 مليار دولار لتوسيع الوصول إلى الإنترنت عالي السرعة. كما شهدت شركات الصحة النفسية عبر الإنترنت زيادة في الاستثمار بمقدار 4.8 مليار دولار في عام 2022 وفقًا لـ"روك هيلث".
كما زادت نفقات الإعلانات الرقمية من قبل شركات الصحة عن بُعد من حوالي 10 مليون دولار في عام 2020 إلى 100 مليون دولار في عام 2021، بينما أُنفِق 23 مليون دولار على الإعلانات الرقمية لشركات الصحة عن بُعد عبر "تيك توك" فقط من يناير إلى نوفمبر 2022. في ديسمبر 2022، نشرت صحيفة "وول ستريت جورنال" تحليلًا أجراه في أكتوبر ونوفمبر من نفس العام حول الإعلانات الرقمية المتعلقة بالصحة عن بُعد التي أظهرت النتائج أن 20 شركة نشرت أكثر من 2100 إعلان على فيسبوك وإنستجرام تصف فوائد الأدوية المصروفة بوصفة طبية دون ذكر المخاطر المرتبطة بها (بما في ذلك الكيتامين والتستوستيرون)، أو تروج لاستخدامات غير معتمدة لهذه الأدوية، أو تعرض شهادات وتوصيات دون الإفصاح عن علاقة المتحدث بالشركة.
وفي الوقت نفسه، قامت 15 شركة رعاية صحية عن بُعد بنشر أكثر من 1800 إعلان آخر عبر وسائل التواصل الاجتماعي، دون الإشارة إلى تحذيرات أو مخاطر الأدوية المصروفة بوصفة طبية، بما في ذلك ما لا يقل عن 800 إعلان كان يروّج لعقاقير خاضعة للرقابة.
استثمرت العديد من الناشرين الإعلاميين في الولايات المتحدة في اختبار واستطلاع ما الذي يجعل أفضل خدمات الطب النفسي عبر الإنترنت. على سبيل المثال، أجرت "دليل المساعدة"، وهي منظمة غير ربحية متخصصة في التعليم والوعي حول الصحة النفسية، دراسات لتحديد أفضل مقدمي خدمات الطب النفسي عبر الإنترنت في الولايات المتحدة.

### في الهند
نظرًا للعدد الكبير من السكان في الهند والعدد المحدود نسبيًا من الأطباء النفسيين، يُعد العلاج النفسي عن بُعد خيارًا جيدًا لتوسيع الوصول إلى الرعاية النفسية. لا يزال العلاج النفسي عن بُعد في الهند صناعة ناشئة، ولكنه ينمو تدريجيًا، بقيادة مؤسسات مثل "معهد الدراسات العليا للتعليم الطبي والبحث" في شانديغار و"مؤسسة أبحاث الفصام" في تشيناي.

### في المملكة المتحدة
قبل جائحة "كوفيد-19"، كانت "هيئة الخدمات الصحية الوطنية" بطيئة في تنفيذ العلاج النفسي عن بُعد. خلال الجائحة، اُستخدِمت خدمات الصحة النفسية عن بُعد بسرعة للحفاظ على التواصل وتقديم بعض الخدمات للأشخاص الذين يعانون من مشاكل نفسية. ساعدت المبادرات التكنولوجية أيضًا في معالجة العزلة الاجتماعية التي تفاقمت خلال الجائحة. شهدت الاستشارات عن بُعد في الرعاية الأولية زيادة كبيرة في "الخدمة الصحية الوطنية"، وذكرت البيانات الوطنية أن معظم التواصل في بيئات الصحة النفسية في "الخدمة الصحية الوطنية" تم عن بُعد في عام 2020، خاصة خلال أول إغلاق في المملكة المتحدة (من مارس إلى يوليو 2020).

### الصحة العالمية
يزداد الطلب على خدمات الصحة النفسية عن بُعد في البلدان ذات الدخل المنخفض والمتوسط، وهذا الأمر يزداد بشكل خاص بسبب نقص الوصول إلى الرعاية الصحية الجيدة، وقلة التمويل، وضعف الوعي بقضايا الصحة النفسية.
في سياق الصحة العالمية، قد يوفر العلاج النفسي عن بُعد وصولًا إلى خدمات صحة نفسية عالية الجودة لعدد أكبر من الناس.
في الوقت نفسه، هناك مخاوف تتعلق بأمان البيانات والتحديات المتعلقة بالبنية التحتية المناسبة، والقدرة على الوصول، والمهارات.

## الصحة النفسية عن بُعد خلال جائحة كوفيد-19
نظرًا لإجراءات الإغلاق أو أوامر "البقاء في المنزل" في بداية جائحة كوفيد-19، تمكنت خدمات الصحة النفسية في البلدان ذات الدخل المرتفع من تكييف تقديم الخدمات الحالية لتصبح رعاية نفسية عن بُعد. تشير التقديرات إلى أن بين 48% و 100% من مستخدمي الخدمات الذين كانوا يتلقون الرعاية في بداية الجائحة تمكنوا من متابعة رعايتهم النفسية باستخدام الطرق عن بُعد. ومع ذلك، عُقدِت بعض المواعيد الشخصية إذا لزم الأمر.
خلال الجائحة، كانت الرعاية النفسية عن بُعد (معظمها عبر المكالمات الهاتفية ومكالمات الفيديو) فعالة واعتُبرت مقبولة من قبل الغالبية العظمى من الأطباء والمستخدمين في الحالات الطارئة. ومع ذلك، كان لدى كلا المجموعتين مخاوف بشأن الاستخدام الطويل الأمد للرعاية النفسية عن بُعد. على سبيل المثال، حدد الأطباء مخاوف تتعلق بصعوبة تحديد مواعيد الأدوية، والقلق بشأن التفاعل مع المرضى الجدد وتقييمهم، وصعوبة تقييم بعض المؤشرات الجسدية لحالة الصحة النفسية عن بُعد. حدد المستخدمون مخاوف مثل عدم وجود مساحة خاصة في المنزل للوصول إلى الجلسات أو عدم الوصول إلى التكنولوجيا.
تبدو معدلات استخدام الرعاية النفسية عن بُعد قد انخفضت مع تخفيف قيود كوفيد-19، مما يشير إلى أن الرعاية الشخصية قد تكون مفضلة لبعض المستخدمين والأطباء.

## قراءة إضافية
- Brunt, Thomas J.; Gale-Grant, Oliver (11 Jul 2022). "Telepsychiatry: what clinicians need to know about digital mental healthcare". BJPsych Advances (بالإنجليزية). 29 (4): 230–238. DOI:10.1192/bja.2022.42. ISSN:2056-4678. PMC:10374879. PMID:37521104. S2CID:250466777.
- Substance Abuse and Mental Health Services Administration (SAMHSA). Telehealth for the Treatment of Serious Mental Illness and Substance Use Disorders. SAMHSA Publication No. PEP21-06-02-001 Rockville, MD. Substance Abuse and Mental Health Services Administration, 2021.
- Appleton, Rebecca; Barnett, Phoebe; Vera San Juan, Norha; Tuudah, Elizabeth; Lyons, Natasha; Parker, Jennie; Roxburgh, Emily; Spyridonidis, Spyros; Tamworth, Millie; Worden, Minnie; Yilmaz, Melisa; Sevdalis, Nick; Lloyd-Evans, Brynmor; Needle, Justin J.; Johnson, Sonia (25 Jan 2023). "Implementation strategies for telemental health: a systematic review". BMC Health Services Research (بالإنجليزية). 23 (1): 78. DOI:10.1186/s12913-022-08993-1. ISSN:1472-6963. PMC:9873395. PMID:36694164.

## روابط خارجية
- Digital technologies and telepsychiatry, NIHR Oxford Biomedical Research Centre.
- Telepsychiatry Blog and Telepsychiatry Toolkit, American Psychiatric Association.